# Jürgen Damm
Jürgen Damm est un footballeur international mexicain né le 7 novembre 1992 à Tuxpan dans l'État de Veracruz. Il évolue au poste d'ailier droit au Club América.

## Biographie
Jürgen Damm naît d'un père allemand et d'une mère mexicaine. En 2013, il réalise un essai avec Manchester United.
En 2015, il est l'un des joueurs les plus rapides du monde avec une vitesse enregistrée à 35,23 km/h.
Le 1er juillet 2020, il rejoint Atlanta United en Major League Soccer après cinq saisons avec les Tigres UANL. Il est libéré de son contrat le 22 février 2022 après une saison et demie où il n'a pas réussi à s'imposer au sein de son équipe.
Le 24 juin 2022, il s'engage en faveur du Club América pour six mois plus six autres en option.

## Palmarès
Avec les Tigres UANL, il remporte à quatre reprises le championnat mexicain, lors des tournois Apertura 2015, Apertura 2016, Apertura 2017 et finalement Clausura 2019. À trois occasions (2016, 2017 et 2018), il soulève le trophée de Campeón de Campeones, la supercoupe nationale. Enfin, il inscrit également la Campeones Cup à son palmarès lors de son édition 2018.